# 比嘉セリーナ
比嘉 セリーナ（ひが セリーナ）は、日本のモデル、タレント。かつてヴイ・フォークに所属していた。
アメリカ合衆国カリフォルニア州ロスアンゼルス出身。身長は166センチメートル。

## 趣味・特技
趣味はアニメを見る事、ゲーム、カラオケ、話すこと。
特技は英語、翻訳・通訳、ガンアクション、作詞。

## 出演

### テレビ
- BS11『マジックチャンネル』MC （2012年）

### 映画
- 『ショートヘアーワルツ』アドウエイズピクチャーズ （2011年）
- 『温泉街の天使』アドウエイズピクチャーズ （2011年）

### CM・広告
- 大塚製薬 カロリーメイトx24/CM
- TBCシュプレイムル ミナス「脱毛サロンエピレ」WEB
- 三愛「STYLE UP」水着/店頭.WEB
- 植村写真館 成人式モデル 店頭ポスター
- 苗場プリンスホテル サバゲーフィールド WEB
- パフォーミングアカデミーCM 劇場版

### 舞台
- ミュージカル「Pigs From The Sea」LA公演、沖縄公演
- 劇団空間エンジンプロデュース「時計 僕がいる時間」（2012年）
- ファイティングミュージカル「魔界〜星と海の反撃〜」（2017年） - 芦上まつり 役
- MAKAI未来編「iZANAGI」（2017年） - 芦上まつり 役
- ファイティングミュージカル『〜復活と野望リバイバルアンドビジョン〜』（2018年）- 芦上まつり 役

### ラジオ
- 文化放送『福井謙二 グッモニ』（2015年）[1]

### 雑誌
- 東京グラフィティ
- ホビージャパン『月刊アームズマガジン』連載（2011年-2013年）
- ホビージャパン『リアルアクションポーズ集』表紙 （2012年）
- NATSUKO DANDO/エステティックTBC会員誌
- 双葉社『週刊大衆ヴィーナス』CAT11（2013年）
- ユニバーサル出版『月刊 Gun Magazine』連載 （2013年-2015年）
- 朝雲新聞社 CAT11 関連記事6月3日発行（2014年）
- 集英社『週刊プレイボーイ』CAT11 No34.35 合併8月25日号 （2014年）[2]
- ワールドフォトプレス『MilSuma(ミリスマ)』不定期連載（2015年-）
- ワールドフォトプレス『コンバットマガジン』不定期連載（2016年-）

### 本
- ナツメ社 『髪型の描き方マスターブック』表紙（2010年）
- 徳間書店 『サバゲーファン』表紙（2013年）
- 小学館 ビッグコミックスペリオール 『サイレンサー』(ガンポーズ モデル)（2013年-2014年）
- 飛鳥新社 『いちばんやさしいサバゲー入門』表紙 （2015年）

### MC
- 2012立川あにきゃんイベント アシスタントMC+通訳 （2012年）
- WNC プロレスリングアナウンサー（2013年-2014年）[3]
- REINA女子プロレスリングアナウンサー （2014年）
- プロジェクトアニメ (通訳)
- CHARA EXPO in シンガポール MC、通訳 （2015年） [4]
- SHOWROOM『大橋歩夕のSHOWROOM』 MC （2016年）[5]
- TIFF渋谷WOMB オープニングMC （2016年）
- 第14回TIFF オープニングパーティーMC, ConvivalパーティーMC （2017年）
- 東京国際ミュージック・マーケット ライブMC （2020年）
- ワールド北斎アワード、Whachaワールド北斎アワード放送局　公式応援大使 （2020年）

### INTERNET番組
- USTREAM『KAMIKAMI美容室』ゲスト
- USTREAM『綾木舞美のまんがランド』ゲスト
- アキバTV 『女子快』 ゲスト
- テレビ朝日『LoGiRL』 「アルミカンのとにかく売れたいねん! ♯23」 （2015年）
- テレビ朝日『LoGiRL』「PASSPO☆の放課後22時限目」 （2015年）

### アニメ
- TVアニメ『ミリオンドール』第10話 アイドルA役 （2015年）

### ライブ
- アニソンカバーライブ「ビッグモンスター」（2013年）
- Selena Higa ファーストソロライブ with Toybox （2015年）

### その他
- 「ビーズアップ」x「ダイヤモンドビューティ」タイアップリーフレット
- 任天堂 美人時計
- P&Gジャパン株式会社「2011秋キャンペーン/教育用アプリケーションスタイル」モデル
- P&Gジャパン株式会社「2012春キャンペーン/教育用アプリケーションスタイル」モデル
- P&Gジャパン株式会社「SMART EDUCATION アプリ」モデル
- ポニーカタログ（2013年）
- サバゲーファン Web（2012年-）
- 世界文化社『モダンメカニクス 世紀の発明大図鑑』(翻訳協力)（2013年）
- アーキテクト;ほるぷ出版「ジョージ・ルーカス 究極コレクション」(翻訳協力)（2015年）
- アーキテクト;ほるぷ出版「アート・オブ・フィルム 第1号 スター・ウォーズ篇」(翻訳協力)（2015年）
- バンダイナムコエンターテインメント「アイドルマスター マストソングス 青盤」PS VITAソフト （2015年）[6]
- ほるぷ出版 「世界の図書館」(翻訳協力) （2016年）
- ほるぷ出版 「世界の議事堂」(翻訳協力)（2016年）
- 株式会社河出書房新社「トムとジェリーカートゥーンの天才コンビ ハンナ=バーベラ」(翻訳協力) （2019年）

## 作詞
- 『THE IDOLM@STER MASTER ARTIST 3 Prologue ONLY MY NOTE』 「アクセルレーション」 作詞・コーラス（2014年8月27日発売）玲音 （CV: 茅原実里）[7]
- 『THE IDOLM@STER MASTER ARTIST 3 FINALE Destiny』  「アルティメットアイズ」 作詞・コーラス（2016年2月17日発売）玲音 （CV: 茅原実里）[6]
- バンダイナムコエンターテインメント 『ストライカースピリッツ』主題歌　「Who We Are」　作詞・コーラス （2017年）
- バンダイナムコアミューズメント　『ナンジャタウン』　オリジナルソング「ナンジャラー！ナンジャラー！～キミとなかよくするための魔法～」作詞 (2018年) [8]
- 『THE IDOLM@STER STELLA MASTER ENCORE shy→shining』「アクセルレーション」作詞・コーラス（2018年6月13日発売）詩花（C.V. 高橋李依）
- オリジナルアルバム『Colorful Toy Chest』金子有希「スターチス」英語歌詞
- THE IDOLM@STER MILLION LIVE! ZWEIGLANZ 「アライアンス・スターダスト」作詞 （2020年12月2日発売）（CV: 茅原実里、高橋李依））
- Alaina Castillo - 「down 4 u feat. Kizuna AI」作詞（2021年5月29日発売）
- 『機動都市X』Kizuna AI & DÉ DÉ MOUSE – 「Here for you」 作詞（2021年11月27日発売）
- DJ TORA & Kizuna AI - 「never stop my beat」 作詞（2022年2月18日発売）